# Lythrum paradoxum
Lythrum paradoxum är en fackelblomsväxtart som beskrevs av Emil Bernhard Koehne. Lythrum paradoxum ingår i släktet fackelblomstersläktet, och familjen fackelblomsväxter. Inga underarter finns listade i Catalogue of Life.